# Travis Pita Sinapati
Travis Pita Sinapati (Pago Pago, 21 settembre 1982) è un allenatore di calcio ed ex calciatore samoano americano, di ruolo difensore, tecnico dell'Utulei Youth e vice-allenatore della nazionale samoana americana.

## Carriera
È stato in Nazionale dal 2001 al 2007, e con essa ha collezionato 13 presenze. Era titolare durante Australia-Samoa Americane 31-0.
Dal 2016 allena l'Utulei Youth, mentre dal 2017 è anche vice di Tunoa Lui sulla panchina della nazionale samoana americana.

## Statistiche

### Cronologia presenze e reti in nazionale
| Cronologia completa delle presenze e delle reti in nazionale ― Samoa Americane | Cronologia completa delle presenze e delle reti in nazionale ― Samoa Americane | Cronologia completa delle presenze e delle reti in nazionale ― Samoa Americane | Cronologia completa delle presenze e delle reti in nazionale ― Samoa Americane | Cronologia completa delle presenze e delle reti in nazionale ― Samoa Americane | Cronologia completa delle presenze e delle reti in nazionale ― Samoa Americane | Cronologia completa delle presenze e delle reti in nazionale ― Samoa Americane | Cronologia completa delle presenze e delle reti in nazionale ― Samoa Americane |
| Data                                                                           | Città                                                                          | In casa                                                                        | Risultato                                                                      | Ospiti                                                                         | Competizione                                                                   | Reti                                                                           | Note                                                                           |
| ------------------------------------------------------------------------------ | ------------------------------------------------------------------------------ | ------------------------------------------------------------------------------ | ------------------------------------------------------------------------------ | ------------------------------------------------------------------------------ | ------------------------------------------------------------------------------ | ------------------------------------------------------------------------------ | ------------------------------------------------------------------------------ |
| 7-4-2001                                                                       | Coffs Harbour                                                                  | Figi                                                                           | 13 – 0                                                                         | Samoa Americane                                                                | Qual. Mondiali 2002                                                            | -                                                                              |                                                                                |
| 9-4-2001                                                                       | Coffs Harbour                                                                  | Samoa Americane                                                                | 0 – 8                                                                          | Samoa                                                                          | Qual. Mondiali 2002                                                            | -                                                                              | 16’                                                                            |
| 11-4-2001                                                                      | Coffs Harbour                                                                  | Australia                                                                      | 31 – 0                                                                         | Samoa Americane                                                                | Qual. Mondiali 2002                                                            | -                                                                              | [ 1 ]                                                                          |
| 14-4-2001                                                                      | Coffs Harbour                                                                  | Samoa Americane                                                                | 0 – 5                                                                          | Tonga                                                                          | Qual. Mondiali 2002                                                            | -                                                                              |                                                                                |
| 9-3-2002                                                                       | Apia                                                                           | Nuova Caledonia                                                                | 10 – 0                                                                         | Samoa Americane                                                                | Qual. Coppa d'Oceania 2002                                                     | -                                                                              | 75’                                                                            |
| 10-5-2004                                                                      | Apia                                                                           | Samoa                                                                          | 4 – 0                                                                          | Samoa Americane                                                                | Qual. Mondiali 2006                                                            | -                                                                              | 47’                                                                            |
| 12-5-2004                                                                      | Apia                                                                           | Samoa Americane                                                                | 1 – 9                                                                          | Vanuatu                                                                        | Qual. Mondiali 2006                                                            | -                                                                              | 65’                                                                            |
| 15-5-2004                                                                      | Apia                                                                           | Figi                                                                           | 11 – 0                                                                         | Samoa Americane                                                                | Qual. Mondiali 2006                                                            | -                                                                              | 30’                                                                            |
| 17-5-2004                                                                      | Apia                                                                           | Samoa Americane                                                                | 0 – 10                                                                         | Papua Nuova Guinea                                                             | Qual. Mondiali 2006                                                            | -                                                                              | 11’                                                                            |
| 25-08-2007                                                                     | Apia                                                                           | Isole Salomone                                                                 | 12 – 1                                                                         | Samoa Americane                                                                | Qual. Mondiali 2010                                                            | -                                                                              | 65’ 67’                                                                        |
| 27-08-2007                                                                     | Apia                                                                           | Samoa Americane                                                                | 0 – 7                                                                          | Samoa                                                                          | Qual. Mondiali 2010                                                            | -                                                                              | 78’                                                                            |
| 29-08-2007                                                                     | Apia                                                                           | Samoa Americane                                                                | 0 – 15                                                                         | Vanuatu                                                                        | Qual. Mondiali 2010                                                            | -                                                                              | 58’                                                                            |
| 01-09-2007                                                                     | Apia                                                                           | Tonga                                                                          | 4 – 0                                                                          | Samoa Americane                                                                | Qual. Mondiali 2010                                                            | -                                                                              | Cap. 87’                                                                       |
| Totale                                                                         |                                                                                | Presenze                                                                       | 13                                                                             |                                                                                | Reti                                                                           | 0                                                                              |                                                                                |